# Municipio de Walnut (condado de Crawford)
El municipio de Walnut (en inglés: Walnut Township) es un municipio ubicado en el condado de Crawford en el estado estadounidense de Kansas. En el año 2010 tenía una población de 577 habitantes y una densidad poblacional de 3,47 personas por km².

## Geografía
El municipio de Walnut se encuentra ubicado en las coordenadas 37°37′19″N 95°0′50″O / 37.62194, -95.01389. Según la Oficina del Censo de los Estados Unidos, el municipio tiene una superficie total de 166.25 km², de la cual 165,36 km² corresponden a tierra firme y (0,53 %) 0,89 km² es agua.

## Demografía
Según el censo de 2010, había 577 personas residiendo en el municipio de Walnut. La densidad de población era de 3,47 hab./km². De los 577 habitantes, el municipio de Walnut estaba compuesto por el 98,27 % blancos, el 0,69 % eran amerindios, el 0,35 % eran de otras razas y el 0,69 % eran de una mezcla de razas. Del total de la población el 2,43 % eran hispanos o latinos de cualquier raza.